# Епслі-хаус
Епслі-хаус (англ. Apsley House) — лондонська резиденція герцогів Веллінгтонів, розташована на південно-східному куті Гайд-парку, на площі Гайд-Парк-Корнер. З 1947 року більша частина приміщень відкрита для вільного відвідування під ім'ям Веллінгтонівського музею (англ. Wellington Museum); сам герцог під час приїздів до Лондона зупиняється в апартаментах з північного боку будівлі.
Епслі-хаус є винятковим за ступенем збереження прикладом міської резиденції вищих шарів британської аристократії. Його було зведено у 1771-78 роках за проектом Роберта Адама для лорда Епслі (надалі — лорд-канцлер Генрі Бетхерст, 1-й граф Бетхерст). В Адамовому стилі донині витримані сходи, вітальня і ще декілька приміщень.
Поблизу входу до будівлі височіє арка Веллінгтона та кінний пам'ятник найбільш відомому власнику будинку — 1-му герцогу Веллінгтону, за якого Епслі-хаус набув свого нинішнього вигляду у регентському стилі. Герцог придбав садибу у свого старшого брата, графа Річарда Веллслі. Він прибудував до будівлі ампірний фронтон, облицював його батським вапняком, розширив флігелі й картинну галерею.
Основу художнього зібрання Епслі-хаусу, названого на честь перемоги Веллінгтона при Ватерлоо, складають полотна, захоплені герцогом у країні брата Наполеона після битви під Віторією. Тут представлені такі імена як Веласкес, Рубенс, Лоррен, Корреджо і Гойя, а також Канова (ідеалізована скульптура оголеного Наполеона у вигляді бога війни Марса).